# Żyła kątowa

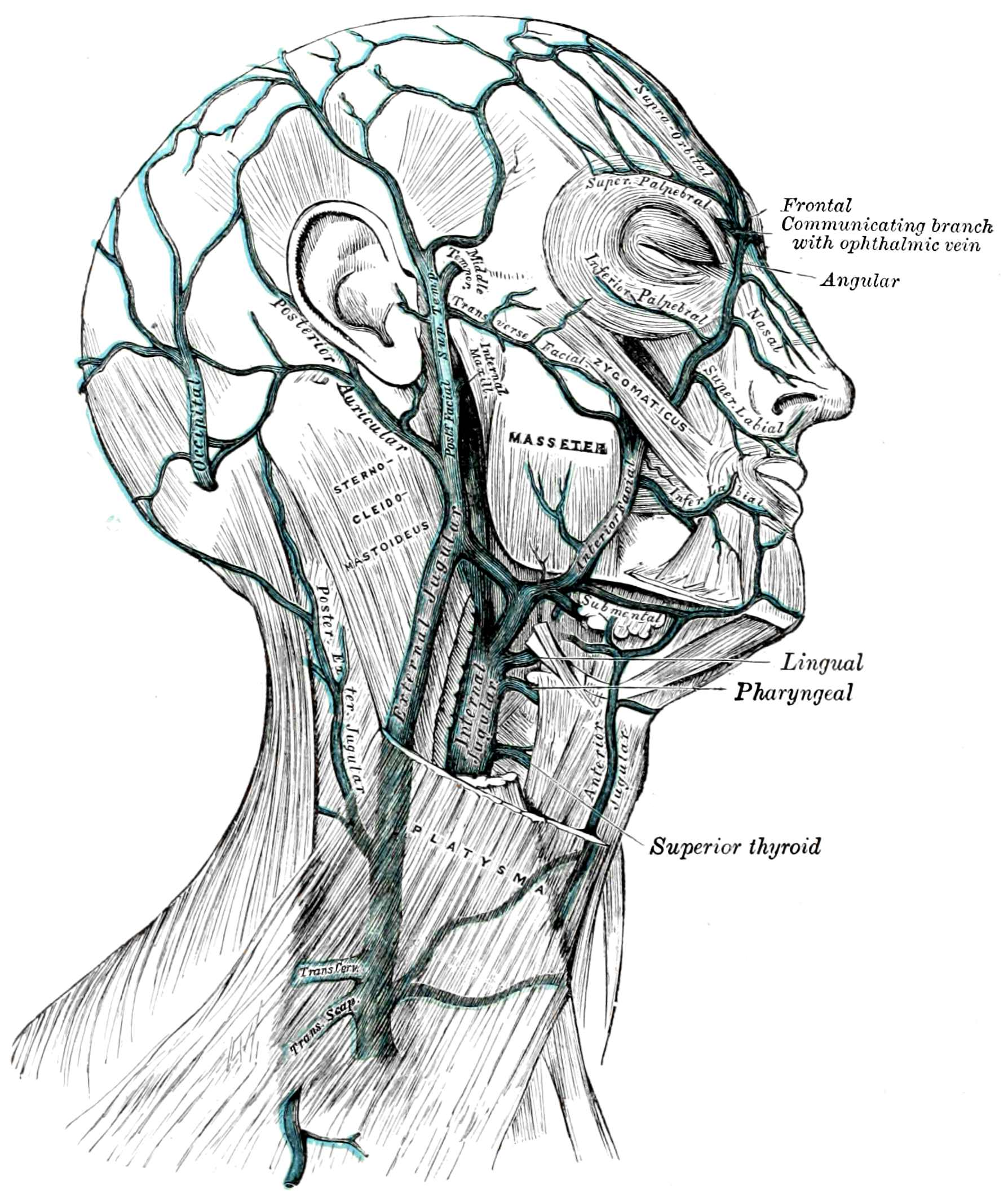
Żyły twarzy i szyi. Żyła kątowa podpisana Angular.

Żyła kątowa (łac. vena angularis) – w anatomii człowieka naczynie żylne będące początkowym odcinkiem żyły twarzowej powstające z połączenia żyły nadbloczkowej i żyły nadoczodołowej.
Tworzy zespolenie z żyłą nosowo-czołową początkowym odcinkiem żyły ocznej górnej – zespolenie to jest częścią krążenia zespoleniowego pomiędzy siecią żylną wewnątrz- i zewnątrzczaszkową, które pod względem i anatomicznym i fizjologicznym jest całkowicie wystarczające, pozwala to u człowieka stopniowo podwiązać obustronnie żyły szyjne wewnętrzne bez wywoływania zaburzeń mózgowych. Zespala się także z drugostronną żyłą kątową poprzecznym zespoleniem do przodu od nasady nosa. 